# USS Bancroft (DD-256)
«Банкрофт» (англ. USS Bancroft (DD-256) — військовий корабель, ескадрений міноносець типу «Клемсон» військово-морських сил США та Королівського флоту Канади за часів Другої світової війни.
Есмінець «Банкрофт» закладений 4 листопада 1918 року на верфі Bethlehem Shipbuilding Corporation у Квінсі, де 21 березня 1919 року корабель був спущений на воду. 30 червня 1919 року він увійшов до складу ВМС США.

## Історія служби
24 вересня 1940 року переданий за угодою «есмінці в обмін на бази» Королівському ВМФ Канади під назвою «Сен-Франсіс» (I93), де проходив службу до кінця війни.
29 червня «Сен-Франсіс» виходив на ескорт конвою WS 9B.